# 张敏 (1938年)
张敏（1938年—），男，辽宁沈阳人，中华人民共和国外交官、翻译家，曾任中华人民共和国驻清津总领事。

## 生平
1957年，张敏进入辽宁大学英语系学习。1959年，奉命前往阿富汗喀布尔大学学习普什图语和达里语。1962年学成毕业，留在中国驻阿富汗大使馆工作。1969年，回国任职，在中国国际广播电台普什图语组工作。1979年，再次奉派驻阿富汗大使馆工作。1983年，回国任职。1990年，奉命担任驻阿富汗大使馆临时代办。1993年2月，因阿富汗局势恶化，中国驻阿富汗大使馆闭馆撤退。1996年3月，出任中华人民共和国驻清津总领事。1999年3月，结束驻清津总领事任期。2001年12月，中国外交部任命张敏为赴阿富汗工作组组长，代表中国政府参加阿富汗新政府成立仪式，并视察使馆馆舍，筹备重新开馆。
2000年起，张敏担任中国传媒大学国际传播学院特聘教授。

## 著作
张敏与车洪才合编的《普什图语汉语词典》是中国第一部普什图语和汉语翻译词典。两人还合著《普什图语教程》、《普什图语基础语法》。